# Hongkui Zeng
Hongkui Zeng es directora del Instituto Allen de Ciencias del Cerebro, donde dirige la creación de conjuntos de datos y herramientas de acceso abierto para acelerar los descubrimientos neurocientíficos. Entre 2011 y 2014, Zeng dirigió el equipo que creó el Atlas Allen de la Conectividad Cerebral del Ratón, que indica qué regiones del cerebro del ratón están conectadas con qué otras regiones. Desde entonces, ha dirigido la creación de atlas de tipos de células neuronales en el cerebro de humanos y ratones.

## Biografía
Zeng recibió su Ph.D. en biología molecular y celular de la Universidad de Brandeis, en el laboratorio de Michael Rosbash, donde estudió los mecanismos moleculares del reloj circadiano en moscas de la fruta. Luego, como becaria postdoctoral en el Instituto Tecnológico de Massachusetts, en el laboratorio de Susumu Tonegawa, estudió los mecanismos moleculares y sinápticos subyacentes a la plasticidad y el aprendizaje dependientes del hipocampo. Se unió al Instituto Allen para la Ciencia del Cerebro en 2006.
En el Instituto Allen, Zeng dirigió el equipo que creó el Atlas Allen de Conectividad Cerebral del Ratón, que indica qué regiones del cerebro del ratón están conectadas con qué otras regiones. El atlas se publicó en 2014. Se obtuvo inyectando en el cerebro de ratones vivos virus portadores del gen de la proteína de fluorescencia verde (GFP), un marcador luminoso. Las neuronas de cada punto de inyección acumulan GFP a lo largo de sus axones, y así señalan las otras neuronas a las que están conectadas.
Zeng dirige la creación de atlas de tipos celulares en el cerebro de humanos y ratones. El objetivo de este trabajo es conocer de forma sistemática las propiedades comunes y únicas de cada uno de los componentes neuronales del cerebro, es decir, los distintos tipos de neuronas; controlar sus actividades durante la función cerebral; y manipular estas neuronas para investigar su función. Para comprender de forma sistemática las propiedades, interconexiones y funciones de estos tipos de células, su equipo combina herramientas genéticas con tecnologías de imagen a gran escala y de análisis unicelular.
- Premio Pradel de Investigación 2023[10]